# Distretto di Novhorod-Sivers'kyj
Il distretto di Novhorod-Sivers'kyj (in ucraino Новгород-Сіверський район?) è un distretto nell'oblast' di Černihiv in Ucraina. Il suo centro amministrativo è la città di Novhorod-Sivers'kyj. Ha una popolazione di 62 141 abitanti.
Il 18 luglio 2020, come parte della riforma amministrativa dell'Ucraina, il numero di distretti dell'oblast di Černihiv, è stato ridotto a cinque e l'area del distretto di Novhorod-Sivers'kyj è stata notevolmente ampliata.